# 372 f.Kr.
| 372 f.Kr.          |
| ------------------ |
| Dødsfald - Fødsler |

## Født
- Theofrastos, græsk filosof